# Avant qu'elle parte
Avant qu'elle parte è un singolo del gruppo musicale francese Sexion d'Assaut, pubblicato nel 2012 dall'etichetta Sony Music e proveniente dell'album L'Apogée.
La canzone è stata scritta da Adama Diallo, Alpha Diallo, Gandhi Djuna, Karim Fall, Karim Ballo, Bastien Vincent, Mamadou Baldé, Stan E e Wati-B. Il video musicale è stato pubblicato il 14 marzo 2012 sul canale YouTube del gruppo.

## Classifiche
| Classifica (2012) | Posizione massima |
| ----------------- | ----------------- |
| Belgio (Fiandre)  | 107               |
| Belgio (Vallonia) | 1                 |
| Francia           | 3                 |
| Svizzera          | 28                |